# 跡部泰忠
跡部 泰忠（あとべ やすただ）は、戦国時代の武将。甲斐武田氏家臣。高野山成慶院の記録に泰忠の名が見られる。諱は行忠ともいう。

## 経歴
史料から天文6年（1537年）以降の活動が確認できるが、武田信虎の時代の活動については詳細でない。甲斐と信濃の国境に所領を持ち、天文17年（1548年）の諏訪西方衆による反乱や武田晴信時代の信濃攻めの際には陣所が置かれた。晴信の時代には奉行人として活動したことが史料から確認されている。